# Hasselstad
Hasselstad är en småort i Ronneby socken i Ronneby kommun i Blekinge län belägen fem kilometer norr om kommunens huvudort Ronneby. Hasselstad ligger direkt väster om Blekinge flygflottilj och gränsar till Bredåkra i  söder.

## Befolkningsutveckling
| Befolkningsutvecklingen i Hasselstad 1960–2015                    | Befolkningsutvecklingen i Hasselstad 1960–2015 | Befolkningsutvecklingen i Hasselstad 1960–2015 | Befolkningsutvecklingen i Hasselstad 1960–2015 | Befolkningsutvecklingen i Hasselstad 1960–2015 |
| ----------------------------------------------------------------- | ---------------------------------------------- | ---------------------------------------------- | ---------------------------------------------- | ---------------------------------------------- |
|                                                                   |                                                |                                                |                                                |                                                |
| År                                                                |                                                |                                                | Folkmängd                                      | Areal (ha)                                     |
| 1960                                                              | 1960                                           |                                                | 219                                            | 40                                             |
| 1990                                                              | 1990                                           |                                                | 133                                            | 24#                                            |
| 1995                                                              | 1995                                           |                                                | 130                                            | 26#                                            |
| 2000                                                              | 2000                                           |                                                | 134                                            | 26#                                            |
| 2005                                                              | 2005                                           |                                                | 104                                            | 28#                                            |
| 2010                                                              | 2010                                           |                                                | 100                                            | 28#                                            |
| 2015                                                              | 2015                                           |                                                | 98                                             | 35#                                            |
| Anm.: 1960 som Hasslestad. Upphörd som tätort 1965. # Som småort. |                                                |                                                |                                                |                                                |

## Personer från orten
Skulptören Per Hasselberg föddes här 1850. Han hette ursprungligen Petter Åkesson men bytte namn med anknytning till sin födelseort.